# Análisis de Funcionamiento de Sistemas Eléctricos
El Análisis de Funcionamiento de Sistemas Eléctricos consiste en la determinación de las características de un sistema eléctrico de potencia desde distintos puntos de vistas.
En esta tarea se realizan distintos cálculos y simulaciones tales como:
- cálculo de flujo de carga;
- análisis de cortocircuito simétricos y asimétricos;
- análisis de contingencias;
- simulación de transitorios electromecánicos;
- simulación de transitorios electromagnéticos.

También se realizan cálculos de optimización para disminuir pérdidas o para disminuir el costo de operación.
Con los resultados de los cálculos realizados se deciden nuevas obras sobre el Sistema Eléctrico que mejoran su funcionamiento y permite suministrar la creciente demanda de energía eléctrica. 
Estas obras tienen, aparte del costo de instalación, un costo asociado por mantenimiento y también un costo financiero, que debe ser tenido en cuenta para determinar de todas las alternativas técnicas factibles, la que signifique un menor costo económico.
- Datos: Q5700688